# Тоски
Тоски (алб. Toskët, греч. Τόσκηδες) — этнографическая группа албанцев, проживающая в Албании к югу от реки Шкумбини, а также в Греции и других странах в составе албанской диаспоры. Говорят преимущественно на тоскском диалекте албанского языка. Верующие — в основном мусульмане и православные. Христианскую общину в Албании составляют преимущественно тоски-православные.

## Галерея

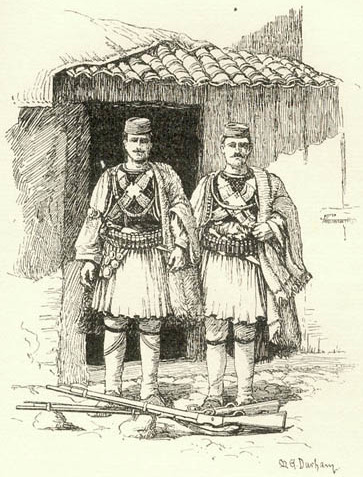
Албанцы-тоски в национальных костюмах, 1905 год.